# مايك أيالا
مايك أيالا (بالإنجليزية: Mike Ayala)‏ مواليد 19 يناير 1958 في سان أنطونيو، هو ملاكم محترف أمريكي سابق صنّف ضمن فئة وزن الريشة.

## إحصائيات
خاض خلال مسيرته 51 نزالا، فاز في 45 ولم يتعادل وخسر في 6. فاز بالضربة القاضية في 23 نزالا.

## روابط خارجية
- مايك أيالا على موقع بوكس ريك (الإنجليزية) (registration required)